# Akalyptoischion gigas
Akalyptoischion gigas is een keversoort uit de familie Akalyptoischiidae. De wetenschappelijke naam van de soort is voor het eerst geldig gepubliceerd in 2008 door Hartley, Andrews & McHugh.